# Blakea madisonii
Blakea madisonii es una especie de planta de flores perteneciente a la familia  Melastomataceae. Se encuentra en  Ecuador.  Su hábitat natural son las montañas húmedas subtropicales o tropicales.  

## Distribución y hábitat
Es un arbusto epifítico nativo de la costa ecuatoriense, donde solo es conocida la localizada cerca de Lita. No se conoce la existencia de la especie en las áreas protegidas de Ecuador, pero exisdte la esperanza de encontrarla en la Reserva Étnica Awá. Considerada "Rara" en 1997 por la  IUCN (Walter and Gillett 1998). 

## Taxonomía
El género fue descrito por Wurdack y publicado en Phytologia 43(4): 353–354. 1979.